# Drivladdning
En drivladdning är en förpackning med drivämne (vanligen krut) som driver iväg en projektil från ett eldvapen eller avfyrningsplattform. 
Drivladdningar förekommer i många former och typer. Drivladdningar kan bland annat vara innesluten i en förpackning utanför projektilen eller i en kammare inuti projektilen.

## Exempel på drivladdning innesluten i förpackning
- patronhylsa - drivladdning innesluten i metallhylsa (beståndsdel av vapenpatroner)
- kardus - drivladdning förpackad i tygpåse, laddas i en laddningshylsa eller direkt i patronläge[1][2]
- laddningskapsel - drivladdning förpackad i kapsel (av till exempel Celluloid), laddas i en laddningshylsa eller direkt i patronläge[1][2]

## Exempel på drivladdning innesluten i vapenprojektil
- impulsprojektil – ögonblicklig brinntid (under 0,2 sekunder)
- impulsraketmotor – raketmotor för styrändamål med mycket kort brinntid[2]
- krutraketmotor – drivanordning med lång brinntid (ett par sekunder)[2]
  - jaktraket – exempel på vapenprojektil med raketmotor
  - attackraket – exempel på vapenprojektil med raketmotor
  - reatil – exempel på vapenprojektil med raketmotor